# Cinnyris solaris
Cinnyris solaris là một loài chim trong họ Nectariniidae.